# أبراهام اليتشينو
أبراهام أليشينو (بالألبانية: Abraham Aleçenu)‏ من مواليد 26 مارس 1986) لاعب كرة قدم نيجيري سابق ووكيل كرة قدم. 
قضى معظم حياته المهنية في ألبانيا حيث قضى فترة ناجحة مع إلباساني وتيرانا وكان يُطلق عليه ذات مرة لقب أفضل ظهير أيسر في الدوري الألباني الممتاز.

### لاتشي
في أغسطس 2016، عاد أبراهام إلى الدرجة الأولى ووقع عقدًا لمدة عام واحد مع لاتشي. 

## الحياة الشخصية
إبراهيم لديه جواز سفر ألباني ويمكنه التحدث باللغة الألبانية بطلاقة.

## مرتبة الشرف
الباساني
- الدوري الألباني الممتاز : 2005-06

دينامو تيرانا
- الدوري الألباني الممتاز : 2007–08

تيرانا
- الدوري الألباني الممتاز : 2006–07 ، 2008–09
- كأس السوبر الألباني : 2006 ، 2009